# Zwarte piewie
De zwarte piewie (Contopus nigrescens) is een zangvogel uit de familie Tyrannidae (tirannen).

## Verspreiding en leefgebied
Deze soort komt voor in het westen van Zuid-Amerika en in het oostelijke Amazonegebied. Er zijn twee ondersoorten:
- C. n. nigrescens: oostelijk Ecuador.
- C. n. canescens: oostelijk Peru, zuidelijk Guyana en noordelijk-centraal Brazilië.

## Status
De grootte van de populatie is niet gekwantificeerd maar de soort wordt omschreven als zeldzaam en met een versnipperde verspreiding. Op de Rode lijst van de IUCN heeft deze soort de status niet bedreigd.